# Radiola
Radiola és un gènere de plantes amb flors dins la família Linaceae. Va ser descrit per John Hill i publicat a The British Herbal 227 l'any 1756. (Jun 1756). La seva espècie tipus és Radiola linoides Roth. Als Països Catalans està representat per la mateixa espècie, Radiola linoides.